# Unione Sportiva Livorno 1938-1939
Questa voce raccoglie le informazioni riguardanti l'Unione Sportiva Livorno nelle competizioni ufficiali della stagione 1938-1939.

## Stagione
La squadra livornese per la stagione 1938-1939 sembra costruita con oculatezza e pare campetitiva per il massimo campionato. Vengono ingaggiati Vinicio Viani dalla Fiorentina e Giuseppe Viani dalla Lazio, Alberto Rosso dall'Alessandria ed il portiere Porthus Silingardi dal Cosenza. La squadra parla un accento decisamente toscano, senza compromettere il valore tecnico del team. 
I ragazzi allenati dal confermato ungherese Gyula Lelovics, non rispondono sul campo alle attese di dirigenti e sostenitori, chiudendo il girone di andata all'ultimo posto. Per scuotere l'ambiente la dirigenza decide di avvicendare l'allenatore magiaro con Pietro Piselli. La reazione è positiva, poi sfortuna e tre incontri esterni persi su calci di rigore, fanno ripiombare gli amaranto sul fondo della classifica. Malgrado tutto a quarantacinque minuti dal termine del campionato il Livorno è virtualmente salvo. Sta vincendo a Genova, dove comunque vincerà, mentre Lucchese e Triestina perdono in casa. Nella ripresa tutto cambierà e le tre formazioni si troveranno alla pari con 24 punti, decide il quoziente reti, che retrocede in Serie B Livorno, accompagnato dalla Lucchese. Scudetto al Bologna con 42 punti.

## Rosa
| N. |                   | Ruolo | Calciatore         |
| -- | ----------------- | ----- | ------------------ |
|    | Italia (bandiera) | P     | Attilio Bulgheri   |
|    | Italia (bandiera) | P     | Porthus Silingardi |
|    | Italia (bandiera) | D     | Alberto Rosso      |
|    | Italia (bandiera) | D     | Pietro Del Buono   |
|    | Italia (bandiera) | D     | Rodolfo Bonaccorsi |
|    | Italia (bandiera) | C     | Giuseppe Viani     |
|    | Italia (bandiera) | C     | Emilio Bergamini   |
|    | Italia (bandiera) | C     | Umberto De Angelis |
|    | Italia (bandiera) | C     | Aldo Querci        |
|    | Italia (bandiera) | C     | Amelio Lami        |
|    | Italia (bandiera) | C     | Angelo Arcari      |

| N. |                   | Ruolo | Calciatore         |
| -- | ----------------- | ----- | ------------------ |
|    | Italia (bandiera) | C     | Ostilio Capaccioli |
|    | Italia (bandiera) | A     | Venuto Lombatti    |
|    | Italia (bandiera) | A     | Giacomo Neri       |
|    | Italia (bandiera) | A     | Mario Zidarich     |
|    | Italia (bandiera) | A     | Vinicio Viani      |
|    | Italia (bandiera) | A     | Ugo Conti          |
|    | Italia (bandiera) | A     | Mario Stua         |
|    | Italia (bandiera) | A     | Bruno Arcari       |
|    | Italia (bandiera) | A     | Aurelio Zennaro    |
|    | Italia (bandiera) | A     | Giovanni Costanzo  |
|    | Italia (bandiera) | A     | Sergio Angelini    |

## Risultati

### Serie A

#### Girone di andata
| Arbitro: | Dellarole (Roma) |

|                    |           |  |
| Duè 39’ Dugini 80’ | Marcatori |  |

| Arbitro: | Moretti (Genova) |

|           |           |             |
| Conti 20’ | Marcatori | 37’ Ferrero |

| Arbitro: | Scotto (Savona) |

|                       |           |                      |
| Viani II 3’, 10’, 71’ | Marcatori | 85’ (rig.) Reguzzoni |

| Arbitro: | Bertolio (Torino) |

|                              |           |               |
| Viani I 24’ (aut.) Baldo 53’ | Marcatori | 67’ Arcari IV |

| Arbitro: | Scarpi (Dolo) |

|  |           |                              |
|  | Marcatori | 33’ Torri 66’ Marchionneschi |

| Arbitro: | Scotto (Savona) |

|                         |           |                               |
| Capra 46’ Provaglio 90’ | Marcatori | 14’ (rig.) Arcari IV 88’ Neri |

| Arbitro: | Zelocchi (Modena) |

|  |           |            |
|  | Marcatori | 1’ Spinola |

| Arbitro: | Dellarole (Roma) |

|                          |           |              |
| Monti 1’ Foni 53’ (rig.) | Marcatori | 13’ Zidarich |

| Arbitro: | Saracini (Ancona) |

|              |           |  |
| Viani II 35’ | Marcatori |  |

| Arbitro: | Scorzoni (Bologna) |

|                             |           |              |
| Turchi 14’ Colli 83’ (rig.) | Marcatori | 22’ Zidarich |

| Arbitro: | Gnocchini (Como) |

|              |           |  |
| Angelini 36’ | Marcatori |  |

| Arbitro: | Saracini (Ancona) |

|                                                 |           |              |
| Alghisi 44’ Michelini 51’ Coscia 57’ Bonomi 60’ | Marcatori | 90’ Zidarich |

| Arbitro: | Mattea (Torino) |

|                  |           |  |
| Viani II 5’, 84’ | Marcatori |  |

| Arbitro: | Scotto (Savona) |

|                                       |           |              |
| Candiani 32’ Ferraris II 65’ Olmi 78’ | Marcatori | 69’ Viani II |

| Arbitro: | Tonnetti (Roma) |

|                               |           |                                    |
| Perazzolo 35’ (aut.) Neri 36’ | Marcatori | 19’ Lazzaretti 87’ (rig.) Morselli |

#### Girone di ritorno
| Arbitro: | Moretti (Genova) |

|                                 |           |  |
| Stua 48’ Conti 53’ Viani II 80’ | Marcatori |  |

| Arbitro: | Pirovano (Monza) |

|                                       |           |                   |
| Ferrero 12’, 78’ (rig.) Baldi III 20’ | Marcatori | 40’ Stua 90’ Neri |

| Arbitro: | Barlassina (Novara) |

|               |           |           |
| Puricelli 73’ | Marcatori | 42’ Conti |

| Arbitro: | Mattea (Torino) |

|               |           |                                  |
| Stua 45’, 59’ | Marcatori | 2’ Piola 84’ Busani 87’ Dagianti |

| Arbitro: | Dattilo (Roma) |

|                          |           |           |
| Barberis 38’ Borel I 67’ | Marcatori | 30’ Conti |

| Arbitro: | Scorzoni (Bologna) |

|  |           |                    |
|  | Marcatori | 32’ Boffi 34’ Loik |

| Arbitro: | Barlassina (Novara) |

|                             |           |                            |
| Comini 53’ Gabardo 70’, 90’ | Marcatori | 10’, 30’ Neri 75’ Viani II |

| Arbitro: | Saracini (Ancona) |

|          |           |  |
| Neri 56’ | Marcatori |  |

| Arbitro: | Dattilo (Roma) |

|                        |           |  |
| Chizzo 4’ Trevisan 21’ | Marcatori |  |

| Arbitro: | Bertolio (Torino) |

|                     |           |  |
| Azimonti 53’ (aut.) | Marcatori |  |

| Arbitro: | Barlassina (Novara) |

|                              |           |                       |
| Montanari 27’ Notti 78’, 89’ | Marcatori | 5’ Arcari IV 69’ Neri |

| Arbitro: | Moretti (Genova) |

|                                    |           |                 |
| Arcari IV 5’ Neri 31’ Viani II 43’ | Marcatori | 52’ Di Pasquale |

| Arbitro: | Salvatori (Roma) |

|                                        |           |             |
| Venditto 52’ Mian 55’ Biagi 88’ (rig.) | Marcatori | 44’ Zennaro |

| Arbitro: | Saracini (Ancona) |

|                            |           |                  |
| Arcari IV 11’ Viani II 43’ | Marcatori | 8’, 75’ Candiani |

| Arbitro: | Scorzoni (Bologna) |

|  |           |          |
|  | Marcatori | 34’ Stua |

### Coppa Italia
| Arbitro: | Fois (Roma) |

|                    |           |               |
| Arcari IV 43’, 54’ | Marcatori | 63’ Presselli |

| Arbitro: | Mattea (Torino) |

|  |           |             |
|  | Marcatori | 116’ Frossi |

## Statistiche

### Statistiche di squadra
| Competizione | Punti | In casa | In casa | In casa | In casa | In casa | In casa | In trasferta | In trasferta | In trasferta | In trasferta | In trasferta | In trasferta | Totale | Totale | Totale | Totale | Totale | Totale | DR |
| Competizione | Punti | G       | V       | N       | P       | Gf      | Gs      | G            | V            | N            | P            | Gf           | Gs           | G      | V      | N      | P      | Gf     | Gs     | DR |
| ------------ | ----- | ------- | ------- | ------- | ------- | ------- | ------- | ------------ | ------------ | ------------ | ------------ | ------------ | ------------ | ------ | ------ | ------ | ------ | ------ | ------ | -- |
| Serie A      | 24    | 15      | 8       | 3       | 4       | 22      | 15      | 15           | 1            | 3            | 11           | 18           | 34           | 30     | 9      | 6      | 15     | 40     | 49     | -9 |
| Coppa Italia |       | 2       | 1       | 0       | 1       | 2       | 2       | -            | -            | -            | -            | -            | -            | 2      | 1      | 0      | 1      | 2      | 2      | 0  |
| Totale       |       | 17      | 9       | 3       | 5       | 24      | 17      | 15           | 1            | 3            | 11           | 18           | 30           | 32     | 10     | 6      | 16     | 42     | 51     | -9 |

### Statistiche dei giocatori
| Giocatore       | Serie A  | Serie A | Coppa Italia | Coppa Italia | Totale   | Totale |
| Giocatore       | Presenze | Reti    | Presenze     | Reti         | Presenze | Reti   |
| --------------- | -------- | ------- | ------------ | ------------ | -------- | ------ |
| S. Angelini     | 3        | 1       | 2            | 0            | 5        | 1      |
| A. Arcari (II)  | 7        | 0       | 1            | 0            | 8        | 0      |
| B. Arcari (IV)  | 17       | 5       | 2            | 2            | 19       | 7      |
| E. Bergamini    | 15       | 0       | 1            | 0            | 16       | 0      |
| Berra           | -        | -       | 1            | 0            | 1        | 0      |
| R. Bonaccorsi   | 10       | 0       | -            | -            | 10       | 0      |
| A. Bulgheri     | 21       | -35     | 2            | -2           | 23       | -37    |
| O. Capaccioli   | 5        | 0       | 1            | 0            | 6        | 0      |
| U. Conti        | 21       | 4       | -            | -            | 21       | 4      |
| G. Costanzo     | 3        | 0       | -            | -            | 3        | 0      |
| U. De Angelis   | 10       | 0       | -            | -            | 10       | 0      |
| P. Del Buono    | 11       | 0       | 1            | 0            | 12       | 0      |
| A. Lami (II)    | 9        | 0       | 1            | 0            | 10       | 0      |
| V. Lombatti     | 30       | 0       | 1            | 0            | 31       | 0      |
| G. Neri         | 27       | 8       | 1            | 0            | 28       | 8      |
| A. Querci       | 10       | 0       | 2            | 0            | 12       | 0      |
| A. Rosso        | 21       | 0       | 1            | 0            | 22       | 0      |
| P. Silingardi   | 9        | -14     | -            | -            | 9        | -14    |
| M. Stua         | 19       | 5       | -            | -            | 19       | 5      |
| G. Viani (I)    | 27       | 0       | 1            | 0            | 28       | 0      |
| V. Viani (II)   | 24       | 11      | 1            | 0            | 25       | 11     |
| A. Zennaro      | 6        | 1       | 2            | 0            | 8        | 1      |
| M. Zidarich (I) | 25       | 3       | 1            | 0            | 26       | 3      |